# Burkard von Müllenheim-Rechberg
El barón Burkard von Müllenheim-Rechberg (Spandau, 25 de julio de 1910 - †Ammerse, 1 de junio de 2003) fue un  diplomático, abogado y marino alemán, cuarto oficial de artillería a cargo de la central de artillería de popa, y el superviviente con más alta graduación rescatado del hundimiento del acorazado Bismarck.

## Biografía
Nació en Spandau en 1910, en el seno de una familia aristocrática con tradición en las fuerzas armadas imperiales alemanas.
Ingresó a la Reichsmarine en 1929. Especializado en artillería naval, sirvió como instructor en la Academia Naval Mürwik de Flensburgo-Mürwik y como ayudante del agregado naval de la Embajada alemana en Londres. 
Sirvió como oficial director artillero en el Scharnhorst y segundo comandante del destructor Erich Geise.
En 1940, con el grado de Kapitänleutnant (equivalente a teniente de navío), se le destinó como  edecán ayudante del capitán de navío y comandante del Bismarck  Ernst Lindemann  y como cuarto oficial director de artillería en la central popel directora de tiro del acorazado Bismarck a cargo de las torres principales popeles de 380 mm, Cesar y Dora.
Fue uno de los 116 supervivientes del hundimiento del acorazado, recogido por el HMS Dorsetshire, y el oficial de mayor graduación en ser rescatado.

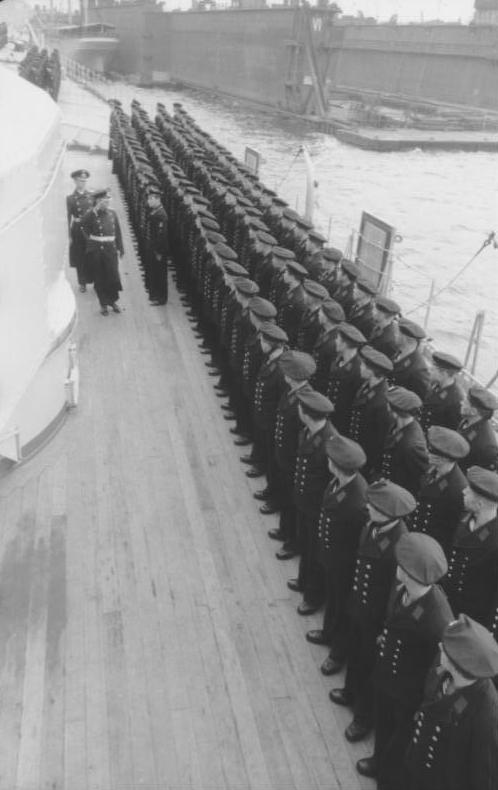
el teniente Burkard von Müllenheim-Rechberg tras el capitán de navío Ernst Lindemann pasando revista a bordo del Bismarck.

Después de la guerra, en 1952,  fue diplomático de carrera en la República Federal Alemana. En 1958 fue un cónsul o embajador de las Indias Occidentales.  
A partir de 1965 fue embajador en la República Democrática del Congo. 
En 1968, el barón Burkard von Müllheim-Rechberg fue nombrado  cónsul general en Toronto y en 1971 se desempeñó como embajador en Tanzania, África. En 1975 se retiró de la carrera diplomática y en 1982 escribió sus memorias en el libro autobiográfico -"El acorazado Bismack, relato de un superviviente"-
Murió el 1 de junio de 2003 en Herrsching en Ammersee a los 92 años de edad.

## Obra literaria
Escribió el libro El acorazado Bismarck-relato de un superviviente, una de las más fieles y rigurosas versiones de la historia de este navío. Gracias a su interesante y detallado relato, se conocieron detalles de la operación Rheinübung realizada a bordo del Bismarck y de algunos de sus principales protagonistas.